# Rotterdam (gemeente)
Rotterdam (uitspraakⓘ) is een grootstedelijke gemeente in de Nederlandse provincie Zuid-Holland en telt 670.610 inwoners (22 november 2024) volgens het Centraal Bureau voor de Statistiek (CBS) op een oppervlakte van 319,35 km² (waarvan meer dan een derde water). Hiermee is de gemeente qua inwoners de op een na grootste gemeente van Nederland. De gemeente maakt deel uit van de Metropoolregio Rotterdam Den Haag. Rotterdam is de gemeente met het hoogste percentage inwoners met een niet-westerse migratieachtergrond, op 1 januari 2020 had 38,9% van de inwoners een niet-westerse migratieachtergrond.

## Geografie

### Stadskwartieren
De gemeente Rotterdam bestaat uit veertien 'gebieden' (stadskwartieren) die elk een eigen gebiedscommissie hebben. De havengebieden vallen direct onder de gemeente. De stadskwartieren zijn:
| Rotterdam Centrum:        | Cool, Dijkzigt, Oude Westen, Scheepvaartkwartier, Stadsdriehoek, CS-kwartier                                                                |
| Charlois:                 | Carnisse, Heijplaat, Oud-Charlois, Pendrecht, Tarwewijk, Wielewaal, Zuidwijk, Zuidplein                                                     |
| Delfshaven:               | Bospolder-Tussendijken, Delfshaven-Schiemond, Middelland, Nieuwe Westen, Spangen, het Witte Dorp, Oud-Mathenesse                            |
| Feijenoord:               | Afrikaanderwijk, Bloemhof, Feijenoord, Hillesluis, Katendrecht, Noordereiland, Vreewijk, Kop van Zuid                                       |
| Hillegersberg-Schiebroek: | Hillegersberg, Honderd en Tien Morgen, Kleiwegkwartier, Molenlaankwartier, Nieuw Terbregge, Schiebroek, Terbregge                           |
| Hoek van Holland:         | Hoek van Holland, Oude Hoek |
| Hoogvliet:                | Boomgaardshoek, Meeuwenplaat, Middengebied, Nieuw Engeland, Oudeland, Tussenwater, Westpunt, Zalmplaat                                      |
| IJsselmonde:              | Beverwaard, De Veranda, Groenenhagen-Tuinenhoven, Hordijkerveld, Kreekhuizen, Lombardijen, Oud-IJsselmonde, Reyeroord, Sportdorp, Zomerland |
| Kralingen-Crooswijk:      | Crooswijk, De Esch, Kralingen, Rubroek, Struisenburg                                                                                        |
| Noord:                    | Agniesebuurt, Bergpolder, Blijdorp, Blijdorpse polder, Liskwartier, Oude Noorden, Provenierswijk                                            |
| Overschie:                | Kandelaar, Kleinpolder, Landzicht, Overschie, Zestienhoven                                                                                  |
| Pernis:                   | gelijknamige dorp |
| Prins Alexander:          | Het Lage Land, Kralingseveer, Nesselande, Ommoord, Oosterflank, Prinsenland, 's-Gravenland, Zevenkamp                                       |
| Rozenburg:                | gelijknamige dorp |

### Woonplaatsen
| Woonplaats (BAG) | Inwoners 2023 | Inwoners 2010 |
| ---------------- | ------------- | ------------- |
| Rotterdam        | 600.015       | 544.530       |
| Hoogvliet        | 35.885        | 34.210        |
| Rozenburg        | 12.460        | 12.495        |
| Hoek van Holland | 10.560        | 9.520         |
| Pernis           | 4.940         | 4.790         |
| Botlek           | 0             | 5             |
| Europoort        | 0             | 0             |
| Maasvlakte       | 5             | 0             |
| Vondelingenplaat | 0             | 0             |

## Groei
Rotterdam is sinds de negentiende eeuw gegroeid door toename van de verstedelijking, bevolkingsgroei, gemeentelijke herindelingen en annexaties van omringende gemeenten. De stad Rotterdam maakte vooral vanaf 1850 een sterke groei door. Aanvankelijk probeerde men de bevolking te huisvesten binnen de bestaande gemeentegrenzen, maar al snel bleken deze ontoereikend. Daarom werden buurgemeenten geannexeerd of moesten zij grondgebied aan Rotterdam afstaan. Soms ging Rotterdams grondgebied over naar een andere gemeente.
- 1816: annexatie van de gemeente Cool
- 1870: grondgebied verkregen van de gemeenten Charlois, IJsselmonde en Katendrecht[6] ten behoeve van havens en stadsuitbreiding op de huidige Kop van Zuid
- 1886: annexatie van de gemeente Delfshaven (13.651 inwoners)
- 1895: annexatie van de gemeenten Charlois (12.154 inwoners) en Kralingen (21.132 inwoners), tevens grondgebied verkregen van de gemeenten IJsselmonde en Overschie
- 1903: grondgebied verkregen van de gemeente Overschie
- 1904: grondgebied verkregen van de gemeente Hillegersberg
- 1909: grondgebied verkregen van de gemeente Schiedam
- 1914: grondgebied verkregen van de gemeenten 's-Gravenzande (dorp Hoek van Holland, 2964 inwoners), Naaldwijk en Rozenburg
- 1926: grondgebied verkregen van de gemeente Schiedam
- 1934: annexatie van de gemeenten Hoogvliet (1331 inwoners) en Pernis[7] (4988 inwoners) - hier waren de inwoners sterk op tegen, tevens grondgebied verkregen van de gemeenten Poortugaal, Rhoon en Schiedam
- 1939: grondgebied verkregen van de gemeenten 's-Gravenzande en Naaldwijk
- 1940: grondgebied verkregen van de gemeenten Overschie en Schiedam
- 1941: annexatie van de gemeenten Hillegersberg (25.638 inwoners), IJsselmonde (9183 inwoners), Overschie (11.639 inwoners) en Schiebroek (8030 inwoners), tevens grondgebied verkregen van de gemeenten Barendrecht, Berkel en Rodenrijs, Capelle aan den IJssel, Kethel en Spaland (tegelijkertijd geannexeerd door Schiedam), Rozenburg, Schiedam en Vlaardingen
- 1953: grondgebied geruild met de gemeente Schiedam
- 1966: grondgebied verkregen van de gemeenten Geervliet, Heenvliet, Rozenburg, Spijkenisse en Zwartewaal ten behoeve van de Europoort
- 1972: grondgebied verkregen van en afgestaan aan de gemeente Oostvoorne, tevens grondgebied verkregen van de Staat (Noordzee) ten behoeve van de Maasvlakte
- 1976: grondgebied verkregen van en afgestaan aan de gemeente Rhoon
- 1978: grondgebied verkregen van en afgestaan aan de gemeente Capelle aan den IJssel, tevens grondgebied verkregen van de gemeente Zevenhuizen
- 1980: grondgebied verkregen van de gemeenten Brielle, Oostvoorne en Rozenburg
- 1985: grondgebied verkregen van de gemeenten Rozenburg en Poortugaal (oostelijke nieuwbouwwijken van Hoogvliet, 17.032 inwoners) en afgestaan aan de nieuwe gemeente Albrandswaard, waarin Poortugaal en Rhoon werden samengevoegd
- 1995: grondgebied verkregen van de gemeenten Nieuwerkerk aan den IJssel en Zevenhuizen-Moerkapelle ten behoeve van de Vinex-wijk Nesselande, tevens grondgebied afgestaan aan Ridderkerk
- 1997: grondgebied verkregen van de gemeente Capelle aan den IJssel
- 2001: grondgebied geruild met de gemeente Capelle aan den IJssel
- 2008: grondgebied van de staat (Noordzee) voor de aanleg van de Tweede Maasvlakte
- 2010: annexatie van de gemeente Rozenburg (ca. 12.500 inwoners)

Een bijzondere situatie betreft Rotterdam Albrandswaard, een Rotterdams bedrijventerrein dat niet in de gemeente Rotterdam maar in de gemeente Albrandswaard is gelegen en waar de borden voor de bebouwde kom aangeven: "Rotterdam (gem. Albrandswaard)"

## Topografie

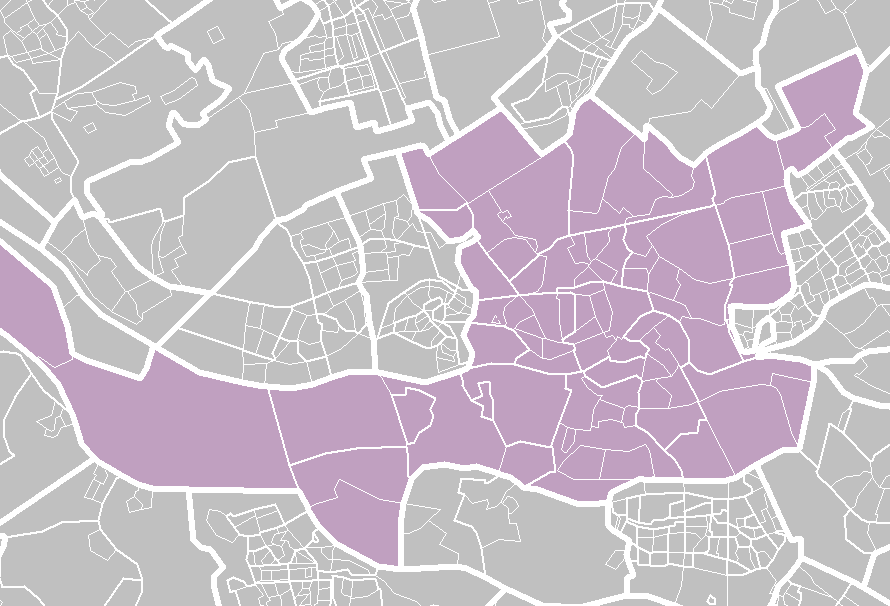
Wijken en buurten.

Topografisch kaartbeeld van de Gemeente Rotterdam, per juni 2023 (terrein op basis van luchtfoto medio 2022; water op basis van bathymetrische bronnen 2015-2022; gebouwen en wegen per juni 2023).

## Bevolking

### Afkomst
Op 1 januari 2024 had 56,5% van de inwoners een migratieachtergrond. In 2008 was dat nog 46%.
De bewoners van Rotterdam vormen een bont geschakeerde cultuur: zo waren er op 1 januari 2020 55.885 mensen ingeschreven met een Surinaamse, 49.699 met een Turkse, 45.676 met een Marokkaanse, 25.562 met een Antilliaanse en 15.971 met een Kaapverdische migratieachtergrond. In 2009 leefden 173 verschillende nationaliteiten in Rotterdam. Een groot deel van de bewoners met een Nederlandse achtergrond heeft Brabantse en Zeeuwse voorouders; deze trokken vanaf de 19e eeuw als arbeiders naar de haven van Rotterdam.
| Afkomst                      | 1995  | 2000  | 2005  | 2010  | 2015  | 2019  | 2024  |
| ---------------------------- | ----- | ----- | ----- | ----- | ----- | ----- | ----- |
| aandeel autochtonen          | 64,5% | 59,4% | 54,9% | 52,3% | 50,6% | 48,5% | 43,5% |
| aandeel Surinamers           | 7,8%  | 8,5%  | 8,8%  | 8,9%  | 8,4%  | 8,2%  | 7,7%  |
| aandeel Turken               | 6,0%  | 6,8%  | 7,5%  | 7,9%  | 7,7%  | 7,4%  | 7,3%  |
| aandeel Marokkanen           | 4,1%  | 5,1%  | 6,1%  | 6,6%  | 6,8%  | 7,0%  | 7,0%  |
| aandeel Antillianen          | 2,0%  | 2,7%  | 3,4%  | 3,6%  | 3,8%  | 4,0%  | 4,4%  |
| aandeel Kaapverdianen        |       |       | 2,5%  | 2,6%  | 2,5%  | 2,4%  | 2,2%  |
| aandeel Overig niet-westers  |       |       | 6,8%  | 7,4%  | 8,2%  | 9,6%  |       |
| aandeel Overig Europese Unie |       |       | 5,3%  | 6,1%  | 7,3%  | 8,3%  |       |
| aandeel Overig westers       |       |       | 4,6%  | 4,7%  | 4,7%  | 4,7%  |       |

### Religie
Volgens het CBS hing in 2013 53,3% van de Rotterdammers een geloof aan: 36,3% was christelijk (18,7% was katholiek, 10,5% was protestants en andere denominaties), 13,3% islamitisch, 3,3% was hindoeïstisch, terwijl ongeveer de helft van de bevolking irreligieus is.
Rotterdam is de zetel van het bisdom Rotterdam. Volgens de katholieken is de beschermheilige van Rotterdam Laurentius van Rome.

### Leeftijdsgroepen
| Inwonersgroep  | 2005  | 2010  | 2015  | 2017  | Inwonersgroep  | 2024  |
| -------------- | ----- | ----- | ----- | ----- | -------------- | ----- |
| 0 t/m 3 jaar   | 4,8%  | 4,8%  | 4,8%  | 4,7%  | 0 t/m 9 jaar   | 10,0% |
| 4 t/m 12 jaar  | 9,9%  | 9,6%  | 9,5%  | 9,6%  | 10 t/m 19 jaar | 10,5% |
| 13 t/m 17 jaar | 5,8%  | 5,2%  | 5,1%  | 5,0%  | 20 t/m 29 jaar | 17,6% |
| 18 t/m 22 jaar | 7,0%  | 7,3%  | 6,9%  | 6,9%  | 30 t/m 39 jaar | 15,9% |
| 23 t/m 54 jaar | 47,8% | 47,7% | 47,3% | 47,1% | 40 t/m 49 jaar | 12,3% |
| 55 t/m 64 jaar | 10,3% | 11,2% | 11,2% | 11,5% | 50 t/m 59 jaar | 12,3% |
| 65 t/m 67 jaar | 2,4%  | 2,3%  | 2,9%  | 2,8%  | 60 t/m 69 jaar | 10,4% |
| 68 t/m 79 jaar | 7,7%  | 7,5%  | 8,1%  | 8,4%  | 70 t/m 79 jaar | 7,1%  |
| 80+ jaar       | 4,3%  | 4,3%  | 4,2%  | 4,0%  | 80 t/m 89 jaar | 3,2%  |
|                |       |       |       |       | 90+ jaar       | 0,7%  |

## Bestuur

### College van burgemeester en wethouders

#### College 2022-2026
Het college van burgemeester en wethouders voor de periode 2022-2026 wordt gevormd door een coalitie van de partijen Leefbaar Rotterdam (3 wethouders), VVD (2 wethouders), D66 (2 wethouders) en DENK (2 wethouders). Het college bestaat uit:
| College 2022–2026 |                            | |             |                    |
|                   | Naam                       | Portefeuille | Termijn     | Partij             |
| ----------------- | -------------------------- | --- | ----------- | ------------------ |
|                   | Ahmed Aboutaleb            | Burgemeester Voorzitter college van B en W, Voorzitter van de Raad, Openbare orde en veiligheid, Internationale betrekkingen, Bestuur, Citymarketing en Communicatie | 2022 – 2024 | PvdA               |
|                   | Carola Schouten            | Burgemeester Voorzitter college van B en W, Voorzitter van de Raad, Openbare orde en veiligheid, Internationale betrekkingen, Bestuur, Citymarketing en Communicatie | 2024 – 0000 | CU                 |
|                   | Robert Simons              | Wethouder, locoburgemeester Haven, Economie, Horeca en Bestuur (wijken en kleine kernen)                                                                             | 2022 – 0000 | Leefbaar Rotterdam |
|                   | Maarten Struijvenberg      | Wethouder Zorg, Ouderen en Jeugdzorg | 2022        | Leefbaar Rotterdam |
|                   | Ronald Buijt               | Wethouder Zorg, Ouderen en Jeugdzorg | 2022 – 0000 | Leefbaar Rotterdam |
|                   | Gerben Vreugdenhil         | Wethouder Financiën, Organisatie, Dienstverlening en Grote Projecten                                                                                                 | 2022        | Leefbaar Rotterdam |
|                   | Maarten Struijvenberg      | Wethouder Financiën, Organisatie, Dienstverlening en Grote Projecten                                                                                                 | 2022 – 0000 | Leefbaar Rotterdam |
|                   | Vincent Karremans          | Wethouder Handhaving, Buitenruimte en Mobiliteit | 2022 – 2024 | VVD                |
|                   | Pascal Lansink-Bastemeijer | Wethouder Handhaving, Buitenruimte en Mobiliteit | 2024 – 0000 | VVD                |
|                   | Tim Versnel                | Wethouder Werk & Inkomen, Nationaal Programma Rotterdam Zuid en EU-arbeidsmigranten                                                                                  | 2022 – 0000 | VVD                |
|                   | Said Kasmi                 | Wethouder Onderwijs, Cultuur en Evenementen | 2022 – 0000 | D66                |
|                   | Chantal Zeegers            | Wethouder Klimaat, Bouwen en Wonen | 2022 – 0000 | D66                |
|                   | Faouzi Achbar              | Wethouder Welzijn, Samenleven, Sport en Digitale Inclusie | 2022 – 0000 | DENK               |
|                   | Enes Yiğit                 | Wethouder Armoedebestrijding, Schuldhulpverlening en Taal | 2022 – 2023 | DENK               |
|                   | Natasha Mohamed-Hoesein    | Wethouder Armoedebestrijding, Schuldhulpverlening en Taal | 2023 – 2025 | DENK               |
|                   | Abigail Norville           | Wethouder Armoedebestrijding, Schuldhulpverlening en Taal | 2025 – 0000 | DENK               |

#### College 2018-2022
Het college van burgemeester en wethouders voor de periode 2018-2022 werd gevormd door een coalitie van de partijen GroenLinks (2 wethouders), VVD (2 wethouders), D66 (2 wethouders), PvdA (2 wethouders), CDA (1 wethouder) en CU-SGP (1 wethouder). Het college werd op 5 juli 2018 na 107 dagen onderhandelen beëdigd. Het college bestaat uit:
| College 2018–2022 |                   | |             |            |
|                   | Naam              | Portefeuille | Termijn     | Partij     |
| ----------------- | ----------------- | --- | ----------- | ---------- |
|                   | Ahmed Aboutaleb   | Burgemeester, voorzitter college B&W Burgerjaarverslag, openbare orde en veiligheid, integraal veiligheidsbeleid, communicatie en externe betrekkingen, juridische zaken, internationale en externe betrekkingen | 2018 – 2022 | PvdA       |
|                   | Judith Bokhove    | Wethouder Mobiliteit, jeugd en taal | 2018 – 2022 | GroenLinks |
|                   | Arno Bonte        | Wethouder Duurzaamheid, luchtkwaliteit en energietransitie | 2018 – 2022 | GroenLinks |
|                   | Bert Wijbenga     | Wethouder, locoburgemeester Handhaving, buitenruimte, integratie en samenleven | 2018 – 2021 | VVD        |
|                   | Vincent Karremans | Wethouder, locoburgemeester Handhaving, buitenruimte, integratie en samenleven | 2021 – 2022 | VVD        |
|                   | Bas Kurvers       | Wethouder Bouwen, wonen en energietransitie gebouwde omgeving | 2018 – 2022 | VVD        |
|                   | Barbara Kathmann  | Wethouder Economie, wijken en kleine kernen | 2018 – 2021 | PvdA       |
|                   | Roos Vermeij      | Wethouder Economie, wijken en kleine kernen | 2021 – 2022 | PvdA       |
|                   | Richard Moti      | Wethouder Werk, inkomen en Nationaal Programma Rotterdam Zuid | 2018 – 2022 | PvdA       |
|                   | Adriaan Visser    | Wethouder Financiën, organisatie, haven en grote projecten | 2018 – 2019 | D66        |
|                   | Arjan van Gils    | Wethouder Financiën, organisatie, haven en grote projecten | 2019 – 2022 | D66        |
|                   | Said Kasmi        | Wethouder Onderwijs, cultuur en toerisme | 2018 – 2022 | D66        |
|                   | Sven de Langen    | Wethouder Volksgezondheid, zorg, ouderen en sport | 2018 – 2021 | CDA        |
|                   | Christine Eskes   | Wethouder Volksgezondheid, zorg, ouderen en sport | 2021 – 2022 | CDA        |
|                   | Michiel Grauss    | Wethouder Armoedebestrijding, schuldenaanpak en informele zorg | 2018 – 2022 | CU-SGP     |

#### College 2014-2018
Het college van burgemeester en wethouders voor de periode 2014-2018 werd gevormd door een coalitie van de partijen Leefbaar Rotterdam (3 wethouders), D66 (2 wethouders) en CDA (1 wethouder). Het college bestond uit:
| College 2014–2018 |                       | |             |                    |
|                   | Naam                  | Portefeuille | Termijn     | Partij             |
| ----------------- | --------------------- | --- | ----------- | ------------------ |
|                   | Ahmed Aboutaleb       | Burgemeester, voorzitter college B&W Burgerjaarverslag, openbare orde en veiligheid, integraal veiligheidsbeleid, communicatie en externe betrekkingen, juridische zaken, internationale en externe betrekkingen | 2014 – 2018 | PvdA               |
|                   | Joost Eerdmans        | Wethouder Veiligheid, handhaving en buitenruimte | 2014 – 2018 | Leefbaar Rotterdam |
|                   | Maarten Struijvenberg | Wethouder Werkgelegenheid en economie | 2014 – 2018 | Leefbaar Rotterdam |
|                   | Robert Simons         | Wethouder Stedelijke ontwikkeling en integratie | 2014 – 2018 | Leefbaar Rotterdam |
|                   | Pex Langenberg        | Wethouder Duurzaamheid, mobiliteit, haven, bestuur en organisatie | 2014 – 2018 | D66                |
|                   | Adriaan Visser        | Wethouder Financiën, cultuur en sport | 2014 – 2018 | D66                |
|                   | Hugo de Jonge         | Wethouder Onderwijs, jeugd en zorg | 2014 – 2017 | CDA                |
|                   | Sven de Langen        | Wethouder Onderwijs, jeugd en zorg | 2017 – 2018 | CDA                |

Oorspronkelijk zou Ingeborg Hoogveld (LR) wethouder voor stedelijke ontwikkeling en integratie worden maar zij werd door de gemeenteraad weggestemd uit vrees voor belangenverstrengeling aangezien zij de partner is van Marco Pastors, die topambtenaar is in Rotterdam-Zuid. Wethouder Ronald Schneider (LR) stapte op 28 juni 2017 op naar aanleiding van de miljoenenfraude bij het project Waterfront. Wethouder Hugo de Jonge (CDA) verliet het college om minister te worden in het kabinet Kabinet-Rutte III. Op 22 februari 2018 is Langenberg opgestapt in verband met grote vertraging en dito kostenoverschrijding van de metroverbinding met Hoek van Holland, de verlenging van metrolijn B. Zijn portefeuille is in verband met de nog korte resterende zittingsperiode van het college verdeeld over de andere wethouders.

#### College 2010-2014
Het college voor de periode 2010-2014 werd gevormd door een coalitie van de partijen PvdA (3 wethouders), D66 (2 wethouders), VVD (2 wethouders) en CDA (1 wethouder). Het college bestond uit:
| College 2010–2014 |                        | |             |        |
|                   | Naam                   | Portefeuille | Termijn     | Partij |
| ----------------- | ---------------------- | --- | ----------- | ------ |
|                   | Ahmed Aboutaleb        | Burgemeester, voorzitter college B&W Burgerjaarverslag, openbare orde en veiligheid, integraal veiligheidsbeleid, communicatie en externe betrekkingen, juridische zaken, internationale en externe betrekkingen | 2010 – 2014 | PvdA   |
|                   | Hamit Karakus          | Wethouder Wonen, ruimtelijke ordening, vastgoed en stedelijke economie en projectwethouder Zuid | 2010 – 2014 | PvdA   |
|                   | Jantine Kriens         | Wethouder Financiën, bestuur, organisatie en volksgezondheid | 2010 – 2013 | PvdA   |
|                   | Richard Moti           | Wethouder Financiën, dienstverlening en organisatie | 2013 – 2014 | PvdA   |
|                   | Marco Florijn          | Wethouder Werk, inkomen en zorg | 2010 – 2014 | PvdA   |
|                   | Jeannette Baljeu       | Wethouder Haven, verkeer en regionale economie | 2010 – 2014 | VVD    |
|                   | Antoinette Laan        | Wethouder Sport en recreatie, kunst en cultuur | 2010 – 2014 | VVD    |
|                   | Alexandra van Huffelen | Wethouder Duurzaamheid, binnenstad en buitenruimte | 2010 – 2014 | D66    |
|                   | Korrie Louwes          | Wethouder Arbeidsmarkt, hoger onderwijs, innovatie en participatie | 2010 – 2014 | D66    |
|                   | Hugo de Jonge          | Wethouder Onderwijs, jeugd en gezin | 2010 – 2014 | CDA    |

#### College 2006-2010
Het college voor de periode 2006-2010 werd gevormd door een coalitie van de partijen PvdA, CDA, VVD en GroenLinks. Het college werd op 18 mei 2006 beëdigd. De burgemeester was Ivo Opstelten.
Het college kende sinds de beëdiging in 2006 een aantal wisselingen. In 2007 zwaaide VVD-wethouder Roelf de Boer vanwege een burn-out af. In 2008 werd GroenLinks-wethouder Orhan Kaya vervangen door Rik Grashoff. In april 2009 stapte de VVD uit het gemeentebestuur; de coalitie bleef overeind en had nog een krappe meerderheid van 23 van de 45 zetels. De twee VVD-wethouders Jeannette Baljeu en Mark Harbers werden vervangen door een PvdA- en CDA-wethouder. Daarmee had het CDA met slechts drie raadszetels ook drie wethouders - een opmerkelijke situatie. In juli 2009 stapte CDA-wethouder Leonard Geluk op vanwege een nieuwe baan als voorzitter van ROC Midden Nederland. Daarmee was Geluk de vijfde wethouder die sinds 2006 voortijdig opstapte.
Wethouders:
- Hamit Karakus (PvdA), wethouder wonen en ruimtelijke ordening
- Jantine Kriens (PvdA), wethouder volksgezondheid, welzijn en maatschappelijke opvang, tevens locoburgemeester
- Dominic Schrijer (PvdA), wethouder werk, sociale zaken en grotestedenbeleid
- Hans Vervat (PvdA), wethouder economie, verkeer en vervoer
- Lucas Bolsius (CDA), wethouder haven en financiën
- Peter Lamers (CDA), wethouder buitenruimte, sport en concernorganisatie
- Rik Grashoff (GroenLinks), wethouder participatie, cultuur en milieu

#### Verleden
In het verleden werd het college van b&w gevormd uit de volgende coalities van partijen:
- College 1974–1978: PvdA (8 wethouders)
- College 1978–1982: PvdA (8 wethouders)
- College 1982–1986: PvdA (7 wethouders), D66 (1)
- College 1986–1990: PvdA (7 wethouders), D66 (1), VVD (1)
- College 1990–1994: PvdA (6 wethouders), CDA (2), VVD (1)
- College 1994–1998: PvdA (2 wethouders), D66 (1), VVD (1), CDA (1), GroenLinks (1)
- College 1998–2002: PvdA (3 wethouders), VVD (2), CDA (1), GroenLinks (1)
- College 2002–2006: Leefbaar Rotterdam (3 wethouders), CDA (2), VVD (2)
- College 2006–2009: PvdA (3 wethouders), CDA (2), VVD (2), GroenLinks (1), tot opstappen VVD in april 2009
- College 2009–2010: PvdA (4 wethouders), CDA (3, later 2), GroenLinks (1)
- College 2010–2014: PvdA (3 wethouders), D66 (2), VVD (2), CDA (1)
- College 2014–2018: Leefbaar Rotterdam (3 wethouders), D66 (2), CDA (1)
- College 2018–2022: VVD (2 wethouders), GroenLinks (2), D66 (2), PvdA (2), CDA (1), CU-SGP (1)
- College 2022–2026: Leefbaar Rotterdam (3 wethouders), VVD (2), D66 (2) en DENK (2)

Met uitzondering van de periodes 2002–2006, 2014–2018 en 2022–2026 heeft de PvdA sinds de Tweede Wereldoorlog altijd deel uitgemaakt van het college.

### Gemeenteraad

#### Resultaten verkiezingen vanaf 2002
| Verkiezing            | 2002 | 2002    | 2006 | 2006 | 2010 | 2010 | 2014 | 2014    | 2018  | 2018 | 2022 | 2022 |
| Partij                | %    | 45      | %    | 45   | %    | 45   | %    | 45      | %     | 45   | %    | 45   |
| --------------------- | ---- | ------- | ---- | ---- | ---- | ---- | ---- | ------- | ----- | ---- | ---- | ---- |
| Leefbaar Rotterdam    | 34,7 | 17 (11) | 29,7 | 14   | 28,6 | 14   | 27,5 | 14 (13) | 20,50 | 11   | 20,1 | 10   |
| VVD                   | 9,8  | 4       | 6,2  | 3    | 9,6  | 4    | 7,5  | 3       | 10,68 | 5    | 11,3 | 6    |
| D66                   | 5,1  | 2       | 2,2  | 1    | 9,3  | 4    | 12,7 | 6 (5)   | 9,93  | 5    | 9,9  | 5    |
| GroenLinks            | 6,5  | 3 (2)   | 4,3  | 2    | 7,3  | 3    | 4,9  | 2       | 9,84  | 5    | 10,0 | 5    |
| PvdA                  | 22,4 | 11 (10) | 37,4 | 18   | 28,9 | 14   | 15,8 | 8       | 9,65  | 5    | 8,6  | 4    |
| DENK                  | -    | -       | -    | -    | -    | -    | -    | -       | 7,35  | 4    | 7,8  | 4    |
| PvdD                  | -    | -       | -    | -    | -    | -    | 2,5  | 1       | 3,51  | 1    | 4,3  | 2    |
| Volt                  | -    | -       | -    | -    | -    | -    | -    | -       | -     | -    | 5,2  | 2    |
| BIJ1                  | -    | -       | -    | -    | -    | -    | -    | -       | -     | -    | 4,1  | 2    |
| SP                    | 4,0  | 1       | 6,6  | 3    | 5,6  | 2    | 10,5 | 5       | 4,93  | 2    | 2,9  | 1    |
| CDA                   | 11,3 | 5       | 7,7  | 3    | 6,7  | 3    | 5,9  | 3       | 4,66  | 2    | 2,9  | 1    |
| 50PLUS                | -    | -       | -    | -    | -    | -    | -    | -       | 3,19  | 1    | 3,6  | 1    |
| CU                    | -    | -       | -    | -    | -    | -    | -    | -       | -     | -    | 3,4  | 1    |
| FvD                   | -    | -       | -    | -    | -    | -    | -    | -       | -     | -    | 2,3  | 1    |
| NIDA                  | -    | -       | -    | -    | -    | -    | 4,8  | 2 (3)   | 5,37  | 2    | -    | -    |
| CU-SGP                | 2,7  | 1       | 2,4  | 1    | 3,0  | 1    | 3,2  | 1       | 3,01  | 1    | -    | -    |
| PVV                   | -    | -       | -    | -    | -    | -    | -    | -       | 3,53  | 1    | -    | -    |
| Stadspartij Rotterdam | 2,5  | 1       | 1,0  | 0    | -    | -    | -    | -       | -     | -    | -    | -    |
| Overige               | 1,0  | 0 (8)   | 2,5  | 0    | 1,1  | 0    | 4,6  | 0 (1)   | 3,84  | 0    | 3,5  | -    |
| Opkomst %             | 54,8 | 54,8    | 57,8 | 57,8 | 46,0 | 46,0 | 45,1 | 45,1    | 46,6  | 46,6 | 38,9 | 38,9 |

Noot: De tabel bevat de oorspronkelijke zetelaantallen direct na de gemeenteraadsverkiezingen; tussen haakjes staat wat de zetelaantallen daarna waren.
In de raadsperiode 2002-2006 begonnen acht raadsleden hun eigen fractie.
- Uit Leefbaar Rotterdam gestapt (totaal 6 zetels):
  - fractie "Van Heijgen": 1 zetel
  - fractie "Kok": 1 zetel
  - fractie "Maronier": 1 zetel
  - fractie "Smit" (Nieuw Rechts) : 1 zetel
  - fractie "Siemons": 1 zetel
  - fractie "Dorsman": 1 zetel
- Uit de PvdA gestapt:
  - fractie "Dos Santos": 1 zetel
- Uit GroenLinks gestapt:
  - fractie "Bourzik": 1 zetel

In de raadsperiode 2014-2018 stapte het Leefbaar Rotterdam-raadslid Mohammed Anfal over naar NIDA, waardoor de coalitie haar meerderheid in de raad verloor. Het D66-raadslid Jos Verveen werd uit de partij gezet. Hij bleef in de gemeenteraad en deed met de partij "Stadsinitiatief" mee aan de gemeenteraadsverkiezingen van 2018. De partij kreeg 3.796 stemmen, te weinig voor een zetel in de raad (kiesdeler 5.128+26/45).

#### Verkiezingen 1962-1998
Uitslagen van eerdere gemeenteraadsverkiezingen, vanaf 1962:
| Gemeenteraadszetels   | Gemeenteraadszetels | Gemeenteraadszetels | Gemeenteraadszetels | Gemeenteraadszetels | Gemeenteraadszetels | Gemeenteraadszetels | Gemeenteraadszetels | Gemeenteraadszetels | Gemeenteraadszetels | Gemeenteraadszetels |
| --------------------- | ------------------- | ------------------- | ------------------- | ------------------- | ------------------- | ------------------- | ------------------- | ------------------- | ------------------- | ------------------- |
| Partij                | 1962                | 1966                | 1970                | 1974                | 1978                | 1982                | 1986                | 1990                | 1994                | 1998                |
| PvdA                  | 23                  | 18                  | 19                  | 24                  | 25                  | 21                  | 24                  | 18                  | 12                  | 15                  |
| VVD                   | 4                   | 5                   | 5                   | 7                   | 6                   | 9                   | 7                   | 6                   | 6                   | 9                   |
| CDA                   | 13                  | 12                  | 12                  | 10                  | 10                  | 8                   | 8                   | 9                   | 6                   | 6                   |
| GL                    | 4                   | 6                   | 3                   | 3                   | 1                   | 4                   | 2                   | 2                   | 3                   | 4                   |
| SP                    | -                   | -                   | -                   | -                   | -                   | -                   | -                   | -                   | 1                   | 4                   |
| D66                   | -                   | -                   | 4                   | -                   | 2                   | 2                   | 2                   | 7                   | 7                   | 3                   |
| Stadspartij Rotterdam | -                   | -                   | -                   | -                   | -                   | -                   | -                   | -                   | 2                   | 2                   |
| CU/SGP                | 1                   | 1                   | 1                   | 1                   | 1                   | 1                   | 1                   | 1                   | 1                   | 1                   |
| CP/CP'86/CD           | -                   | -                   | -                   | -                   | -                   | -                   | 1                   | 2                   | 6                   | -                   |
| Overige               | -                   | 3                   | 1                   | -                   | -                   | -                   | -                   | -                   | 1                   | 1                   |
| Totaal                | 45                  | 45                  | 45                  | 45                  | 45                  | 45                  | 45                  | 45                  | 45                  | 45                  |

Noot 1: partijen als CDA, GL en CU bestonden vroeger uit andere partijen die later zijn samengegaan in hoe ze nu heten. Vanwege de vergelijkbaarheid is de huidige naam ook voor het verleden gebruikt.
Noot 2: verdeling CP/CP'86/CD: CP behaalde 1 zetel in 1986, CP'86 behaalde 1 zetel in 1990 en 1994, CD behaalde 1 zetel in 1990 en 5 zetels in 1994.
Noot 3: overige partijen: Boerenpartij (3 zetels in 1966), Bejaardenpartij 65+ (1 zetel in 1970), Solidair '93 (1 zetel in 1994), Unie 55+ (1 zetel in 1998).

## Gemeentelijke diensten

Logo van de gemeente Rotterdam

De gemeente Rotterdam kent per 20 mei 2022 de volgende takken van dienst:
- Cluster Bestuur- en Concernondersteuning (BCO)
- Cluster Stadsontwikkeling (SO)
- Cluster Werk & Inkomen (W&I)
- Cluster Maatschappelijke Ontwikkeling (MO)
- Cluster Dienstverlening (DV)
- Cluster Stadsbeheer (SB)

Daarnaast heeft de gemeente Rotterdam de volgende organisatieonderdelen, die rechtstreeks onder de algemeen directeur zijn gepositioneerd:
- Directie Middelen en Control;
- Concern Auditing;
- Directie Veiligheid.

## Nauw verbonden stichtingen
De volgende stichtingen zijn per april 2007 nauw verbonden aan de gemeente Rotterdam:
- Stichting Koninklijke Rotterdamse Diergaarde "Blijdorp"
- Stichting Kunstzinnige Vorming Rotterdam (SKVR)
- Stichting Rotterdam Philharmonisch Orkest (RPhO)
- Stichting Museum Boijmans van Beuningen
- Stichting Wereldmuseum Rotterdam
- Stichting Maritiem Museum Rotterdam
- Stichting Historisch Museum Rotterdam
- Stichting Centrum Beeldende Kunst
- Stichting Luxor Theater
- Stichting Concert- en Congresgebouw De Doelen
- Stichting Rotterdamse Schouwburg
- Stichting Theater Zuidplein

### Stedenbanden
Rotterdam heeft meerdere partner- en zustersteden en zusterhavens. Tevens heeft het een Pact van Eeuwige Vriendschap met het Franse dorp Carla-Bayle. Sinds 2008 gaat Rotterdam nadrukkelijk geen nieuwe zusterbanden meer aan. Bestaande zuster- en partnerbanden hebben geen prioriteit in het internationale beleid.
13 zustersteden
- Baltimore (Verenigde Staten), sinds 1985
- Boergas (Bulgarije), sinds 1976
- Constanța (Roemenië), sinds 1976
- Dresden (Duitsland), sinds 1988
- Esch-sur-Alzette (Luxemburg), sinds 1958
- Gdańsk (Polen), sinds 1977
- Havana (Cuba), sinds 1983
- Keulen (Duitsland), sinds 1958[31]
- Luik (België), sinds 1958
- Rijsel/Lille (Frankrijk), sinds 1958
- Shanghai (China), sinds 1979
- Sint-Petersburg (Rusland), sinds 1984
- Turijn (Italië), sinds 1958

12 partnersteden
- Antwerpen (België), sinds 1940
- Bazel (Zwitserland), sinds 1945
- Boedapest (Hongarije), sinds 1991
- Bratislava (Slowakije), sinds 1991
- Duisburg (Duitsland), sinds 1950
- Durban (Zuid-Afrika), sinds 1991
- Hull (Verenigd Koninkrijk), sinds 1936
- Jakarta (Indonesië), sinds 1983
- Neurenberg (Duitsland), sinds 1961
- Oslo (Noorwegen), sinds 1945
- Praag (Tsjechië), sinds 1991

4 zusterhavens
- Busan (Zuid-Korea), sinds 1987
- Kobe (Japan), sinds 1967
- Seattle (Verenigde Staten), sinds 1969
- Tokio (Japan), sinds 1989

De Turkse president Recep Tayyip Erdoğan eiste op 15 maart 2017 dat Istanboel haar stedenband met Rotterdam zou verbreken. Een woordvoerder van de gemeente Rotterdam zei daarop dat die twee steden geen officiële stedenband hebben. Wel heeft de stad aan de Maas vaak met de autoriteiten van Istanboel samengewerkt.

## Aangrenzende gemeenten
| Aangrenzende gemeenten         | Aangrenzende gemeenten                        | Aangrenzende gemeenten           | Aangrenzende gemeenten | Aangrenzende gemeenten |
| ------------------------------ | --------------------------------------------- | -------------------------------- | ---------------------- | ---------------------- |
| Westland Midden-Delfland Delft |                                               | Pijnacker-Nootdorp Lansingerland |                        | Zuidplas               |
|                                |                                               |                                  |                        |                        |
| Schiedam Vlaardingen Maassluis | Capelle aan den IJssel Krimpen aan den IJssel |                                  |                        |                        |
|                                |                                               |                                  |                        |                        |
| Nissewaard Voorne aan Zee      |                                               | Barendrecht Albrandswaard        |                        | Ridderkerk             |